# 集集大樟樹
23°49′44″N 120°46′48″E / 23.828775°N 120.780079°E
集集大樟樹，又稱集集神木，是位於臺灣南投縣集集鎮和平里、集集大眾爺廟的樟樹，被當地人視為神樹。

## 祭祀
同治二年（1863年）八月二十三日，戴潮春軍隊再度圍攻集集庄，死傷慘重。據地方耆老口述，其屍骨就埋在大樟樹下。居民將樟樹公的聖誕亦定在八月二十三日，在樹下放置香爐祭拜，後才移到大眾爺廟內的左半邊。

## 保育
光緒四年（1878年）左右，苗栗客家人林阿琴，見當地樟樹甚多，乃出資招來客家籍腦丁，備妥器械設灶製腦，僱人肩挑到鹿港販賣，樟腦業大盛，吸引沈鴻傑於光緒十年（1884年）前來投資。1898年，日本政府在此樹附近興建集集樟腦出張所，直到1930年代才搬至集集鎮公所旁。集集在清治時期的樟樹，日後就僅存和平里、大眾爺廟前的集集大樟樹了。為再生資源，日本政府提供樟樹樹苗，令名間至集集今臺16線道路附近人家，每戶在路邊種植一至三棵不等的樟樹，並且嚴格規定保證存活，若枯死或其他因素死亡，負責人也必須補植，成為今日的集集綠色隧道。
1992年6月，從南投縣政府農會輔導課退休的張瑞卿，與台灣省文獻會委員黃文瑞、編纂李西勳商談後，以半年時間深入縣內各鄉鎮部落對各棵老樹進行調查，其中就包括信義鄉的神木樟樹公、集集的大樟樹、草屯的石榕公等。次年2月7日與14日，特有生物研究保育中心舉辦綠色生態之旅，就將集集此樹、集集綠色隧道、名間茄苳神木公列入教學點。
1995年，集集鎮為推動觀光，將集集大樟樹從「樟樹公」改名為「集集神木」並樹立指示牌。次年報導，樹高三十公尺、樹圍五點三公尺、胸徑一點七五公尺、樹蔭九百零八平方公尺。因部份樹幹重量太重有下垂的跡象，大眾爺廟會以水泥柱外貼磁磚支撐。
2003年末，因樟樹分枝有枯黃現象，鎮長李崇慶請中興大學園藝系教授劉東啟調查，發現因地上鋪設地磚關係，水份難以滲漏到根部，以致樹根出現枯乾情況，若不緊急補水，可能導致整株樟樹死亡，鎮公所緊急在老樹旁挖開四個大洞，灌水搶救。2013年5月17日，鎮長嚴鴻邦邀請台大林管處樹醫生蕭文偉診斷，發現局部根系腐敗受損，農業處技正洪世凱、鎮民代表會主席沈鳳山及陳南榕、吳榮志等代表到場關心。次年4月6日，台中中興扶輪社邀請劉東啟講述「老樹的照顧與管理」專題，讓附近居民學習如何照顧。2017年11月27日，因樹狀轉好，鎮公所舉辦「老樹回春，謝樹禮肥」活動，民眾除了焚香祭拜、施用有機肥料外，劉東啟也到場進行樹木生態解說、分享老樹救治經驗。